# كرد تركيا
كرد تركيا هم الكرد القاطنون في جمهورية تركيا، وهم يمثلون نحو 15 إلى 20 في المئة من السكان. ويشكلون أكبر أقلية عرقية في تركيا، إلا وأنه على عكس أرمن تركيا ويونانيو تركيا، فإنه وبناءً على معاهدة لوزان، لا تعتبر جمهورية تركيا الكرد أقلية عرقية.

## العنف التركي ضد الكرد
خلال عمليات القمع العنيفة للعديد من التمردات الكردية منذ تأسيس الجمهورية التركية عام 1923، مثل تمرد الشيخ سعيد وتمرد أرارات وتمرد درسيم، ارتكبت مجازر بشكل دوري ضد الأكراد، ومن أبرز هذه المجازر مذبحة زيلان. صنّفت الحكومة التركية الأكراد على أنهم "أتراك الجبل" حتى عام 1991، وأنكرت وجود الأكراد، وحظرت الحكومة التركية استخدام كلمة "الأكراد" أو "كردستان" بأي لغة، على الرغم من السماح باستخدام كلمة "كردي" في تقارير الإحصاء السكاني. وفي أعقاب الانقلاب العسكري عام 1980، تم حظر اللغة الكردية رسميًا في الحياة العامة والخاصة، كما تم اعتقال وسجن العديد من الأشخاص الذين تحدثوا أو نشروا أو غنوا باللغة الكردية، كما أن استخدام اللغة الكردية كلغة تعليم في المدارس العامة والخاصة في تركيا غير قانوني. ولا يُسمح باستخدام اللغة الكردية كمادة دراسية إلا في بعض المدارس.
منذ ثمانينيات القرن الماضي، شملت الحركات الكردية أنشطة سياسية سلمية من أجل الحقوق المدنية الأساسية للأكراد في تركيا وكذلك التمرد المسلح وحرب العصابات، بما في ذلك الهجمات العسكرية التي استهدفت بشكل رئيسي القواعد العسكرية التركية، مطالبةً أولاً بدولة كردية منفصلة ثم حق تقرير المصير للأكراد. ووفقاً لاستطلاع للرأي أجرته الدولة التركية، يعتقد 59% من الأكراد الذين يعرّفون أنفسهم في تركيا أن الأكراد في تركيا لا يسعون إلى دولة منفصلة (بينما يعتقد 71.3% من الأتراك الذين يعرّفون أنفسهم أنهم يسعون إلى ذلك).
خلال الصراع الكردي-التركي، فُرض حظر غذائي على القرى والبلدات الكردية كما تم طرد الأكراد من قراهم بالقوة من قبل قوات الأمن التركية. وطوال التسعينيات وأوائل العقد الأول من القرن الحادي والعشرين، تم حظر الأحزاب السياسية التي تمثل المصالح الكردية. وفي عام 2013، أنهى وقف إطلاق النار العنف فعلياً حتى يونيو 2015، عندما تجددت الأعمال العدائية بين حزب العمال الكردستاني والحكومة التركية بسبب التدخل التركي في الحرب الأهلية السورية. وتم الإبلاغ على نطاق واسع عن أعمال عنف ضد المواطنين الأكراد العاديين وتعرضت مقرات وفروع حزب الشعوب الديمقراطي المؤيد لحقوق الأكراد لهجمات من قبل عصابات.